# Lilly Scholz
Carolina Anna Elisabeth „Lilly“ Scholz, verh. Gaillard (* 18. April 1903 in Wien; † 14. Dezember 1994 ebenda) war eine österreichische Eiskunstläuferin, die im Paarlauf startete.
Scholz trat im Paarlauf zunächst an der Seite von Otto Kaiser an. Sie wurden 1924 in Wien zum ersten Mal österreichische Meister. In den Jahren 1927 bis 1929 konnten sie den nationalen Titel erneut gewinnen.
Von 1925 bis 1929 nahmen Scholz und Kaiser an Weltmeisterschaften teil. Dabei erreichten sie immer das Podium. 1925 gewannen sie die Bronzemedaille, 1926, 1927 und 1928 wurden sie Vizeweltmeister und 1929 in Budapest schließlich Weltmeister. Ihre Hauptkonkurrenten waren ihre Landsleute Herma Szabó und Ludwig Wrede sowie die Franzosen Andrée Joly und Pierre Brunet.
Bei den Olympischen Spielen 1928 in St. Moritz errangen Scholz und Kaiser die Silbermedaille hinter Joly und Brunet.
Nach ihrer Hochzeit trat Scholz ab 1931 unter dem Namen Gaillard mit Willy Petter an. Die beiden wurden 1931 und 1932 österreichische Meister. Sie gewannen bei der Europameisterschaft 1931 die Bronzemedaille und wurden 1932 und 1933 Vize-Europameister. Bei ihrer einzigen Weltmeisterschaftsteilnahme verpassten sie mit dem vierten Platz 1931 eine Medaille.

## Weblinks

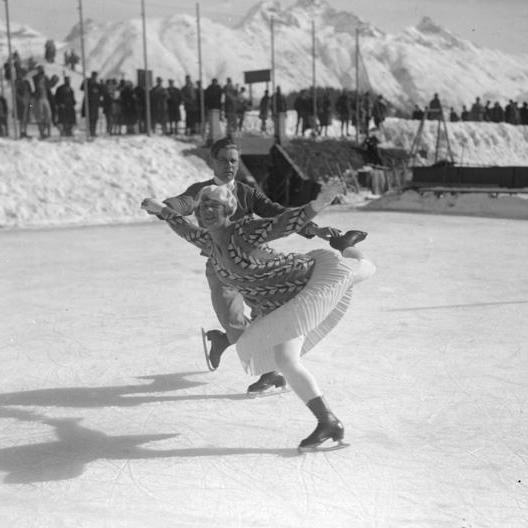
Lilly Scholz und Otto Kaiser bei den Olympischen Spielen 1928 in St. Moritz

## Ergebnisse

### Paarlauf
(mit Otto Kaiser)
| Wettbewerb / Jahr               | 1924 | 1925 | 1926 | 1927 | 1928 | 1929 |
| ------------------------------- | ---- | ---- | ---- | ---- | ---- | ---- |
| Olympische Winterspiele         |      |      |      |      | 2.   |      |
| Weltmeisterschaften             |      | 3.   | 2.   | 2.   | 2.   | 1.   |
| Österreichische Meisterschaften | 1.   |      |      | 1.   | 1.   | 1.   |

(mit Willy Petter)
| Wettbewerb / Jahr               | 1931 | 1932 | 1933 |
| ------------------------------- | ---- | ---- | ---- |
| Weltmeisterschaften             | 4.   |      |      |
| Europameisterschaften           | 3.   | 2.   | 2.   |
| Österreichische Meisterschaften | 1.   | 1.   | 2.   |